# Akita Shoten
Akita Publishing Co., Ltd. (株式会社秋田書店, Kabushiki-gaisha Akita Shoten) is een Japanse uitgeverij. Hij werd opgericht op 10 augustus 1948 in Chiyoda te Tokio. Het bedrijf richt zich op tieners (shonen en shoujo) en publiceert voornamelijk manga. Sadami Akita staat aan het hoofd.

## Tijdschriften

### Tijdschriften voor mannen

#### Shonen magazines
- Bessatsu Shōnen Champion (別冊少年チャンピオン, Bessatsu Shōnen Champion) – Tweemaandelijks
- Champion Red (チャンピオンレッド, Chanpion Reddo) – Maandelijks
- Monthly Shōnen Champion (月刊少年チャンピオン, Gekkan Shōnen Chanpion) – Maandelijks
- Weekly Shōnen Champion (週刊少年チャンピオン, Shūkan Shōnen Chanpion)[1] – Wekelijks

#### Seinen magazines
- Champion Red Ichigo (チャンピオンレッドいちご, Chanpion Reddo Ichigo) – Tweemaandelijks, stopgezet
- Golf Comic (ゴルフコミック, Gorufu Komikku) – Maandelijks
- Play Comic (プレイコミック, Purei Comikku) – Tweemaal per maand
- Young Champion (ヤングチャンピオン, Yangu Chanpion) – Tweemaal per maand
- Young Champion Retsu (ヤングチャンピオン烈, Yangu Chanpion Retsu) – Tweemaandelijks

### Tijdschriften voor vrouwen
- Princess (プリンセス, Purinsesu)
- Princess Gold (プリンセスゴールド, Purinsesu Gōrudo)
- Petit Princess (プチプリンセス, Puchi Purinsesu) – Maandelijks
- Mystery Bonita (ミステリーボニータ, Misutarī Bonīta) – Maandelijks
- Suspiria Mystery (サスペリアミステリー, Sasuperia Misutarī) – Tweemaandelijks
- Elegance Eve (エレガンスイブ, Eregansu Ibu) – Maandelijks
- For Mrs. (フォアミセス, Foa Misesu) – Maandelijks
- For Mrs. Special (フォアミセススペシャル, for Mrs. Supesharu)
- Love MAX (恋愛 MAX, Rabu Makkusu) – Tweemaandelijks
- Love Cherry Pink (恋愛チェリーピンク, Rabu Cherī Pinku) – Maandelijks
- Desir SP (デジールSP, Dejīru Supesharu) – Tweemaandelijks
- Hitomi (ひとみ, Hitomi) – stopgezet

### Overige tijdschriften
- Family Computer Champion (ファミコンチャンピオン, Famikon Chanpion) – stopgezet